# Міядзакі Ґоро
Міядзакі Ґоро (яп. 宮崎 吾朗; 21 січня 1967, Токіо) — японський художник та режисер анімаційних фільмів, старший син відомого режисера Міядзакі Хаяо.

## Біографія
Ґоро народився 21 січня 1967 року в Токіо. Батько — відомий японський режисер Міядзакі Хаяо, мати — мультиплікаторка Ота Акемі.
Спочатку Ґоро не мав наміру йти шляхом батька, оскільки вважав, що досягти його рівня буде надто важко, тож він збирався реалізувати себе в ландшафтному сільському господарстві. По закінченні сільськогосподарської школи при Університеті Сінсу, Міядзакі Ґоро працював дизайнером і консультантом з планування парків і садів. Звернутися до мультиплікації його переконав продюсер Studio Ghibli Тосіо Судзукі, який спершу запросив Ґоро на роботу в Музей Джіблі.
Коли студія запланувала створити фільм за твором Урсули Ле Ґуїн «Земномор'я», Міядзакі Ґоро було запропоновано намалювати розкадровку. Побачивши представлену студії роботу, Тосіо Судзукі вирішив, що Ґоро має стати й режисером цієї стрічки.
Це рішення призвело до напружених стосунків між Міядзакі Хаяо та його сином. Батько був категорично проти того, що Ґоро буде режисером фільму. На його думку, син ще не мав достатнього досвіду, аби організувати режисерську роботу великої стрічки. Протягом роботи над фільмом батько й син не розмовляли між собою. Не зважаючи на сварку з батьком, Ґоро вирішив довершити свій перший великий проект.
28 червня 2006 року Міядзакі Ґоро представив готовий фільм «Казки Земномор'я». Несподівано на допрем'єрний перегляд з'явився й Міядзакі Хаяо, який позитивно оцінив роботу свого сина. У повідомленні для свого сина, що його надіслав Міядзакі Хаяо, було сказано: «Фільм було знято чесно, тому він хороший».
На 63-ому Венеційському кінофестивалі фільм Міядзакі Ґоро був відзначений в категорії Out of Competition. Не зважаючи на те, що фільм «Казки Земномор'я» п'ять тижнів займав першу позицію в японському кіночарті, в кінці 2006 року Міядзакі Ґоро одержав приз Japan's Bunshun Rasberry Award в категорії «Найгірший режисер», його фільм був номінований на «нагороду» «Найгірший фільм». Проте вже 2007 року фільм Міядзакі Ґоро здобув справжнє визнання, одержавши нагороду «Japanese Academy Awards» в категорії «Найкращий анімаційний фільм».
Наступний фільм Міядзакі Ґоро «Зі схилів Кокуріко», що є екранізацією однойменної манги Такахасі Ширізу та Саями Тецуро, демонструвався в японських кінотеатрах влітку 2011 року. Фільм здобув нагороду Tokyo Anime Awards за 2012 рік в категорії «Анімація року» та «Найкращий фільм японського виробництва».
У кінці січня 2014 року було оголошено, що Міядзакі Ґоро розпочав роботу над телевізійним мультсеріалом за твором Астрід Ліндгрен «Роня, донька розбійника».

## Фільмографія
Режисер
- Казки Земномор'я, 2006 повнометражний аніме-фільм
- Зі схилів Кокуріко, 2011 повнометражний аніме-фільм
- Роня, донька розбійника, 2014 аніме-серіал